# Pollein
Pollein ist eine italienische Gemeinde in der autonomen Region Aostatal.
Pollein hat 1501 Einwohner (Stand 31. Dezember 2023) und liegt in 551 m ü. M. auf der rechten Seite der Dora Baltea nahe bei Aosta. Der Ort ist Ausgangspunkt für Wanderungen im Gebiet des Monte Emilius.

## Geschichte
Die Gründung des Ortes geht auf die Römerzeit zurück. Im Mittelalter gehörte Pollein zum Herrschaftsgebiet der Quart. Die Pfarrkirche des Ortes stammt aus dem 12. Jahrhundert.

## Gliederung
Pollein besteht aus den Ortsteilen (ital. Frazioni, frz. Hameaux) Chébuillet, Rabloz, Crêtes, Drégier, Chenaux, Chenières, Saint-Bénin, Tharençan, Moulin, Grand-Pollein, Petit Pollein, Donanche, Château, Autoport, Rongachet, Terreblanche und Tissonière. Nachbargemeinden sind Aosta, Brissogne, Charvensod, Quart und Saint-Christophe.

## Wirtschaft
Pollein hat einen Autohafen an der Autostrada A5 (it. Autostrada della Valle d'Aosta, frz. Autoroute de la Vallée d'Aoste) für den Lastwagenverkehr aus ganz Europa.
Der Ort verfügt über ein Multifunktionszentrum namens Grand-Place, das inmitten einer Grünanlage von 10 ha Größe am Fluss liegt und Veranstaltungen bis zu 365 Personen beherbergen kann. Zu dem Komplex gehört auch ein Felsengarten, der verschiedene Gesteine zeigt, die entlang des Aostatals von Ivrea bis zum Mont Blanc zu finden sind, und mit Hinweisschildern deren Genese und mineralogische Zusammensetzung erläutert.

## Persönlichkeiten
- Corrado Herin (* 1966 in Pollein; † 2019 in Torgnon), Naturbahnrodler und Mountainbike-Rennfahrer